# Речетто
Речетто (итал. Recetto) — коммуна в Италии, располагается в регионе Пьемонт, в провинции Новара.
Население составляет 897 человек (2008 г.), плотность населения составляет 112 чел./км². Занимает площадь 8 км². Почтовый индекс — 28060. Телефонный код — 0321.
Покровителем населённого пункта считается святой Доминик.

## Демография
Динамика населения:

## Администрация коммуны
- Официальный сайт: http://www.comune.recetto.no.it/